# 杉原鐡城
杉原 鐡城（すぎはら てつじょう、1872年〜1873年頃? - 1938年（昭和13年）12月13日）は、明治時代に広島県一帯で「広島の名物男」「未来の内閣総理大臣」として知られた人物。彼は年中様々な人を訪れて自身が未来の内閣総理大臣になることを誓い、人々に本名ではなく「大臣」と呼ばれ笑って迎えられた。別名、杉原 鉄一、杉原 義威。

## 人物・来歴
広島県佐伯郡宮内村（現・廿日市市）出身。青年時代に伊藤博文の書生をしていた。
風月吟社主宰の伊藤鴛城の門下生で、文章や詩を巧みに行ったとされる。また、その1年分の詩を印刷して有志に配布し、年会費1円以内を「租税」と称して徴収することを商売としていた。
韓国からの帰りに厳島の弥山に登山した伊藤博文は、山上で杉原の抱負を述べた詩『登閣詩稿』を即吟した。
1912年（明治45年）4月12日、広島朝鮮協会の広島朝鮮視察団の汽車に飛び乗り同行を申し込み同行する。
1938年（昭和13年）12月13日、脳溢血により神戸にて急死する。

## 著書
- 杉原鉄城 (鉄一)『葵心小草』杉原鉄城、1907年。doi:10.11501/893536。OCLC 673035127。国立国会図書館書誌ID:000000516775。2023年3月10日閲覧。
- 杉原鉄一名義『未来杉原内閣』杉原鉄一、1909年。doi:10.11501/783699。OCLC 672601977。国立国会図書館書誌ID:000000437729。2023年3月10日閲覧。
- 杉原鉄一『未来杉原内閣 続』杉原鉄一、1909年。doi:10.11501/783700。OCLC 672601977。国立国会図書館書誌ID:000000437729。2023年3月10日閲覧。
- 杉原鉄一『将来日本の新内閣』杉原鉄一、1910年。doi:10.11501/783213。OCLC 672595804。国立国会図書館書誌ID:000000437331。2023年3月10日閲覧。
- 杉原鉄一『世界統一策』杉原鉄一、1913年。doi:10.11501/912935。OCLC 672815399。国立国会図書館書誌ID:000000535327。2023年3月10日閲覧。
- 鉄城杉原義威『鉄城詩集』寺西丹造、1921年。CRID 1130282272010415616。doi:10.11501/915948。 NCID BB26649411。OCLC 672867266。国立国会図書館書誌ID:000000538088。2023年3月10日閲覧。